# Фотограметрија
Фотограметрија је вештина, наука и технологија добијања поузданих квантитативних информација о физичким објектима на Земљи и околини, процесом бележења, мерења, анализирања и интерпретације фотографских снимака и приказâ електромагнетног зрачења добијених сензорским системима.
Нешто софистициранија техника, звана стереографија, омогућава процењивање 3Д координата (x, y, z) објекта. Ти су подаци добијени са снимка снимљеног с два или више положаја.
Фотограметрија се примењује у различитим пословима: архитектури, инжињерству, полицији, геодезији, екологији, медицини, рударству, грађевини, те у метеорологији код утврђивања брзине кретања торнада, када уобичајене метеоролошке методе то не омогућавају.